# Bundestierärztekammer
Die Bundestierärztekammer (BTK, Arbeitsgemeinschaft der Deutschen Tierärztekammern e. V.) wurde 1954 unter dem Namen „Deutsche Tierärzteschaft“ gegründet. Sie ist ein Dachverband, d. h. ihre Mitglieder sind juristische Personen, nicht jedoch die zurzeit rund 43.000 individuellen Tierärzte in der Bundesrepublik Deutschland. 1994 wurde der Verband in „Bundestierärztekammer“ umbenannt. Sitz des Vereins ist in Berlin.

## Struktur
Mitglieder sind Körperschaften des öffentlichen Rechts – dies sind die Tierärztekammern, die aufgrund von Landesgesetzen in den Bundesländern gebildet werden. Körperschaften des privaten Rechts sind als Beobachter am Dachverband beteiligt – dies sind eingetragene und nicht eingetragene Vereine, in denen sich Tierärzte verschiedener Berufszweige zusammengeschlossen haben.
Die BTK selbst ist ebenfalls eine Körperschaft des privaten Rechts (eingetragener Verein); dies bedeutet, dass die Mitgliedschaft in der BTK freiwillig ist. Sie hat 17 Landes-Tierärztekammern als Mitglieder, 13 Berufsverbände und -gemeinschaften haben Beobachterstatus.
Weil für alle Tierärzte eine Pflichtmitgliedschaft in den Tierärztekammern besteht, ist die BTK als deren Dachverband die bundesweite Vertretung der Angehörigen aller tierärztlichen Berufsfelder.
Die BTK ist Mitglied in der Federation of Veterinarians of Europe (FVE), der Dachorganisation von 47 Veterinärverbänden aus 39 europäischen Ländern.

## Organe

### Delegiertenversammlung
Mindestens zweimal jährlich finden Delegiertenversammlungen statt, zu denen etwa 77 Delegierte der Mitgliedsorganisationen und bis zu sechs Vertreter jeder Organisation mit Beobachterstatus zusammentreten, um die wichtigsten, den gesamten Berufsstand betreffenden Themen zu erörtern.

### Präsidium
Die BTK wird von ihrem Präsidenten geleitet und nach außen vertreten. Präsident, zwei Vizepräsidenten und vier Ressortverantwortliche bilden das Präsidium, den vereinsrechtlich verantwortlichen Vorstand, der von der Delegiertenversammlung auf vier Jahre gewählt wird.
Die vier Ressortverantwortlichen sind für verschiedene Berufsbereiche zuständig:
- Praktische Berufsausübung
- Öffentliches Veterinärwesen und gesundheitlicher Verbraucherschutz
- Aus-, Fort- und Weiterbildung, Forschung und Industrie
- Internationale Angelegenheiten

### Erweitertes Präsidium
Das erweiterte Präsidium besteht aus den Präsidenten der Landestierärztekammern und dem BTK-Präsidium. Es hat die Aufgabe, die Angelegenheiten der Mitglieder zu beraten, insbesondere die Kammerordnungen (z. B. Berufs-, Weiterbildungsordnungen) zu harmonisieren. Zwischen den Delegiertenversammlungen berät das erweiterte Präsidium alle Angelegenheiten der BTK und erarbeitet Beschlussvorlagen für die Delegiertenversammlungen.

### Ausschüsse und Arbeitsgruppen
Die Fachausschüsse und deren Mitglieder werden alle vier Jahre von der Delegiertenversammlung gewählt. Vorgeschlagen werden die Ausschussmitglieder von den Landestierärztekammern. In den konstituierenden Sitzungen der Ausschüsse werden die Vorsitzenden gewählt. Die Ausschüsse erarbeiten Stellungnahmen zu Gesetzgebungsvorhaben und anderen ihr Fachgebiet betreffende Angelegenheiten und beraten das Präsidium. Die Mitglieder der Ausschüsse stehen als Experten für Anfragen von Presse und Politik zur Verfügung.
Neben den ständig besetzten Ausschüssen beruft das Präsidium bei Bedarf Ad-hoc-Arbeitsgruppen (AG) ein, die die BTK zu einem aktuell relevanten Thema beraten und Positionen erarbeiten. Die Ad-hoc-AGs setzen sich aus Personen zusammen, die von den beteiligten Verbänden oder Einrichtungen für diese Aufgabe benannt werden.

## Beobachterstatus
Tierärztliche Vereinigungen können einen Beobachterstatus bei der Bundestierärztekammer beantragen. Derzeit haben Beobachterstatus:
- Bundesarbeitsgemeinschaft Fleischhygiene, Tierschutz und Verbraucherschutz (BAG)
- Bundesverband der beamteten Tierärzte (BbT)
- Bundesverband der Veterinärmedizinstudierenden in Deutschland (bvvd)
- Bundesverband Praktizierender Tierärzte (bpt)
- Deutsche Veterinärmedizinische Gesellschaft (DVG)
- Fachgemeinschaft der Industrie-Tierärzte (FIT)
- Gemeinschaft der Sanitätsoffiziere
- Tierärzte an der FU-Berlin
- Tierärzte an der JLU Gießen
- Tierärzte an der TiHo Hannover
- Tierärzte an der VMF Leipzig
- Tierärzte an der LMU München
- Tierärztliche Vereinigung für Tierschutz (TVT)

## Tierärzte in Deutschland
Zum 31. Dezember 2020 waren in Deutschland 43.461 Tierärzte bei den Tierärztekammern gemeldet. Davon übten 32.143 ihren Beruf in Deutschland und 439 im Ausland aus. Von diesen waren 22.081 Tierärzte im Bereich Praxis tätig. Im öffentlichen Dienst gab es 1.467 beamtete Tierärzte und 5.391 im Angestelltenverhältnis, zusammen 6.858 Personen. Weitere Tierärzte waren in der Industrie, bei der Bundeswehr und in anderen tierärztlichen Tätigkeiten beschäftigt.

## Akademie für tierärztliche Fortbildung
Die Akademie für tierärztliche Fortbildung (ATF) ist Teil der Bundestierärztekammer und richtet selbst oder zusammen mit anderen Trägern wie der Deutschen Veterinärmedizinischen Gesellschaft (DVG), dem Bundesverband praktizierender Tierärzte (BpT), dem Bundesverband der beamteten Tierärzte (BbT), der Tierärztlichen Vereinigung für Tierschutz (TVT) oder der Gesellschaft für Ganzheitliche Tiermedizin (GGTM) Fortbildungsveranstaltungen aus, koordiniert Veranstaltungen oder fördert sie finanziell.
Sie arbeitet eng mit der Deutschen Veterinärmedizinischen Gesellschaft (DVG), den Tierärztekammern der Länder und den tierärztlichen Berufsverbänden zusammen.

## Der grüne Heinrich
Der Initiator der (Wieder-)Gründung des Deutschen Tierärzteblattes, Heinrich Geddert, übernahm von 1953 bis 1961 auch die Redaktion unter Mithilfe des Büros der Tierärztekammer Niedersachsen. Von Anfang an erhielt das Deutsche Tierärzteblatt einen grünen Einband. Seither wird das Deutsche Tierärzteblatt bis heute im Fachjargon liebevoll-spöttisch Grüner Heinrich nach der Farbe seines Äußeren und dem Vornamen seines ersten Schriftleiters genannt. Alle approbierten Tierärzte in Deutschland erhalten monatlich das Deutsche Tierärzteblatt in einer verbreiteten Auflage von derzeit etwa 43.000 Exemplaren. Inhaltlich stehen berufs- und standespolitische Themen im Fokus. Darüber hinaus bietet es umfangreiche Informationen zu Fortbildungsangeboten für Tiermediziner und Tiermedizinische Fachangestellte.